# 山水田園詩派
田园诗派是中國古代詩歌的一個流派。
東晋詩人陶渊明被視為田園詩派開創者，其特色在於描寫農村的樸實生活和田園的風光。钟嵘最早品评陶诗，他的《诗品》中將陶诗列为中品。
田園詩至唐代的发展结合山水诗派出现山水田园诗派。開啟盛唐山水田园诗派風气之先首推孟浩然，其作品風格大多恬靜淡雅，這時期代表人物還有王維、儲光羲、裴迪、丘為、常建等，這一時期的詩人，多有隱居經歷。两宋时期著名的山水田园诗派诗人主要是杨万里和范成大。